# Мала палата у Паризу
Мала палата (Petit Palais) је уметнички музеј у 8. арондисману Париза у Француској.
Изграђена је за Светску изложбу 1900. У њој се данас налази Музеј лепих уметности града Париза (Musée des beaux-arts de la ville de Paris). Мала палата се налази преко пута Велике палате на авенији Винстон Черчил. The other façades of the building face the Seine and Avenue des Champs-Élysées. Остале фасаде зграде окренуте су према Сени и Јелисејским пољима.
Мала палата је један од 14 музеја града Париза који су од 1. јануара 2013. године у јавној корпорацији Париски музеји. Француско Министарство културе наводи га од 1975. године као историјски споменик.

## Историја

### Конкурс
1894. године одржано је такмичење за Изложбу 1900. године. Палата индустрије са Светске изложбе 1855. године сматрана је неприкладном и требало је да буде замењена нечим новим за Изложбу 1900. године.  Архитекте су имале могућност да раде са Палатом индустрије шта желе (мењају, руше или задржавају). На крају је Шарл Жиро победио на такмичењу и саградио Малу палату као једну од зграда које су замениле Палату индустрије. Изградња је започела 10. октобра 1897. године, а завршена је априла 1900. године. Укупни трошкови у време изградње били су 400.000 фунти. The construction of the Petit Palais began on October 10, 1897 and was completed in April 1900. The total cost of the Petit Palais at the time of the construction was 400,000 pounds.

### Инспирација
Шарл Жиро се у великој мери ослања на француски стил касног 17. и почетка 18. века за Малу палату. Поред тога, његово дело, као што је куполасти централни трем и троструке аркаде, подсећа на стаје у Шантилију. Additionally his work, such as the domed central porch and the triple arcade, has many references to the stables at Chantilly.

### План зграде
Жироов план за палату имао је минималне промене од дизајна до извођења. План је био оригиналан и савршено се уклапао у дато место. Мала палата је трапезоидног облика са већом страном као главном фасадом окренутом ка Великој палати. Облик зграде формира полукружно двориште у центру. The building’s shape makes a semi-circular courtyard at the center.

## Архитектура
Малу палату у стилу лепих уметности дизајнирао је Шарл Жиро, и налази се око осмокружног дворишта и баште, слично као и Велика палата. Његови јонски стубови, велики трем и купола су као код Палате инвалида преко реке. Забат који приказује град Париз окружен музама дело је вајара Жана Антоана Анжалбера.
Мала палата је изграђена да буде трајна зграда која ће након изложбе постати стални музеј ликовне уметности. Материјали зграде - камен, челик и бетон, као и декорација, показали су да је палата изграђена да буде постојана.

### Спољашњост

#### Главна фасада
Главна фасада зграде окренута је ка Великој палати. Фокусна тачка фасаде је централни улаз. Два крила окружују главни улаз. Ова крила, настављајући се до крајњих павиљона на угловима, украшена су самостојећим стубовима који уоквирују високе прозоре.

#### Павиљони
Спољашњост павиљона је украшена лучним прозорима са бочне стране према задњим фасадама. Ови велики прозори пружају бочно осветљење за спољне три галерије унутрашњости музеја.

#### Декорација
Спољашњост Мале палате украшена је многим савременим скулптурама. Неколико чувених вајара тог времена радило је на спољној декорацији зграде.

### Ентеријер

#### Двориште
Трапезоидни облик палате чини отворено подручје у центру зграде. Ово затворено подручје ствара полукружно, перистилирано двориште. Архитектура дворишта садржала је много различитих архитектонских елемената. Елегантно двориште сматра се стилом лепих уметности због „симетричне композиције“ и „богате декорације у високом рељефу“. Дупли стубови израђени од ружичастог гранита и позлаћене бронзе окружују двориште. Иако се двориште налази у централном делу палате, његова сврха је била да посетиоцима пружи опуштајући простор.

#### Музеј
Музеј је подељен на два нивоа са две серије просторија које паралелно иду и налазе се у суседству. Унутрашњост палате дизајнирана је да створи изложбене просторе прилагођене свим аспектима колекције. Улазна ротонда и главна галерија биле су посебно велике. Подови су обложени мозаицима, зидови су обложени мермером, а купола и сводови испуњени су алегоријским сликама.

## Изложбе
Експонати смештени у Малој палати током Изложбе приказивали су Историју уметности од почетка до садашње ере. Историја француске уметности од 1800 - 1900. године показала је фазе развоја. Унутрашња галерија излагала је „непроцењиво благо у слоновачи, таписерији, металним радовима, накиту и порцелану прикупљеним из најважнијих француских колекција“. Спољна галерија била је колекција краљевског француског намештаја.
Експонати су подељени у одељке: Дитуит колекција средњовековних и ренесансних слика, цртежа и уметничких предмета; Тук колекција намештаја из 18. века и колекција слика града Париза. У музеју су изложене слике сликара као што су Рембрант, Рубенс, Ницола Пусен, Клод Лорен, Фрагонар, Ибер Робер, и изузетна колекција слика и скулптура из 19. века: Енгр, Жерико, Делакроа, Курбе, Моне, Сисли, Писаро, Сезан, Модиљани, Мајол, Роден итд. Ту је и релативно мала, али значајна колекција древне грчке и римске уметности и хришћанских икона за које је прво и једино уметничко дело 21. века музеја набављено 2019. године (Les Martyrs de Libye, Никола Сарић).

## Реакције и утицај у иностранству
У целини, архитектура Изложбе 1900. године није добро прихваћена, међутим, реакције на Малу палату су углавном биле позитивне. Неки људи су чак тврдили да је Мала палата имала „моћ да образује ум док угађа чулима“. Белгијски краљ Леополд II био је веома импресиониран Жироовим извођењем Мале палате. Ово дивљење започело је „плодну сарадњу између монарха и архитекте“. Жироу је наложено да изгради неколико грађевина, укључујући: „Тријумфални лук у Бриселу, проширења у Краљевском замку Лаекен и колонаду на обали у Остендеу“. Мала палата је послужила као модел за друге јавне зграде, посебно за Краљевски музеј за Централну Африку смештен у Тервурену, у Белгији; и Музеј ликовних уметности у Сантијагу,у Чилеу.

## Галерија
- Апостол Јован, детаљ слике из 16. века
- Одмор Дијане, аутор Јакоб Јорданс
- Маска Dionysos Tauros
- Жена коју је змија убола, Аугуст Клесингер
- Афродита, Антоан Бурдел
- Psyché sous l'empire du mystère, Елен Берто
- Сена и њене притоке, Десире-Морис Ферари
- Грб Париза, Емил Пено
- Четири годишња доба, Луј Конвер